# 吉村虎蔵
吉村 虎蔵（よしむら とらぞう、1919年2月3日 - 1995年6月14日）は、日本の工学者。土木工学者。福岡県出身。工学博士。九州大学元教授。有明工業高等専門学校元校長。教育者。

## 略歴・人物
1919年、福岡県福岡市生まれ。1941年九州帝国大学工学部土木工学科卒業。構造力学及び橋梁工学の理論的研究を専門とする。
1945年、内務省九州土木出張所に就く。民間を経て、1947年、福岡高等工業学校、1950年熊本工業専門学校、1951年熊本大学工学部、1952年同大学助教授に就き、1954年、工学博士となる。
1955年同大学工学部教授に就任。1973年九州大学工学部教授となる。1980年有明工業高等専門学校校長。1986年、退官。土木学会に所属。

## 功績
関門国道トンネル、天草五橋、若戸大橋、九州自動車道、福岡県都市高速インター、高架橋等、大規模な橋梁の設計に携わる。

## 論文
- 吉村虎蔵『級数和を利用するモーメント分配法』 九州大学〈工学博士 報告番号不明〉、1954年。 NAID 500000489989。
- 吉村虎蔵「鉄筋コンクリート部材の接合に関する実験的研究」（PDF）『土木学会誌』第36巻第4号、土木学会、1951年4月、190-193頁、CRID 1520853832818488704、ISSN 0021468X、NAID 40018159461。
- 吉村虎蔵「抵抗線歪計を変換器とした橋梁の撓み測定用一変位計について」『熊本大学工学部研究報告』第10巻第3号、熊本大学工学部、1961年12月、86-91頁、CRID 1520290885196669952、ISSN 00235296、NAID 110000981130。
- 吉村虎蔵, 平井一男「はりあるいはラーメンとトラスとを組合せた構造物の動的および静的解析法について」『土木学会論文集』第1965巻第116号、土木学会、1965年、1-7頁、CRID 1390001205373167744、doi:10.2208/jscej1949.1965.116_1、ISSN 0047-1798、NAID 130003978622。
- 「振動式杭打機により発生する振動について」（「土木学会」共同研究報告：吉村虎蔵、光永雄志、宇治川光彌、西山文生 1970年）

## 書籍
- 『構造力学例題演習 (標準土木工学例題演習シリーズ ; 3,4)』（コロナ社、共著：村上正、吉村虎蔵 1978年）

## 栄典
- 1989年 - 秋の叙勲にて、勲二等瑞宝章受章。